# José Sanjurjo y Rodríguez de Arias
Ne doit pas être confondu avec José Sanjurjo.
José Sanjurjo y Rodríguez de Arias, né le 14 octobre 1874 à Cadix et mort le 3 novembre 1938 à Begues, est un militaire espagnol.

## Biographie
Il réalise la plus grande partie de sa carrière dans la Garde civile.
Il devient général de brigade moins d’un mois avant le début de la guerre civile (1936-1939),.
Opposé au fascisme, il reste fidèle à la Seconde République après le soulèvement nationaliste de juillet 1936. Le général Sebastián Pozas, ministre de la Guerre de la république, le nomme inspecteur général de la Garde civile — le plus haut poste de l’Institution —.
Il meurt d’une septicémie le 3 novembre 1938 à Begues, dans la province de Barcelone.